# Запорожец (Криворожский район)
Запорожец (укр. Запорожець) — село,
Червоненский сельский совет,
Криворожский район,
Днепропетровская область,
Украина.
Код КОАТУУ — 1221887003. Население по переписи 2001 года составляло 192 человека.

## Географическое положение
Село Запорожец находится в 1,5 км от села Савро (Пятихатский район).
По селу протекает пересыхающий ручей с запрудой.
Рядом проходит железная дорога, станция Савро в 1,5 км.